# Alahed
Alahed Al-Youm (en árabe: العهد', literalmente "domingo") es un diario de mayor circulación en Egipto. Fundado en 2008, es un periódico privado y se publicó por primera vez en octubre de 2008. Se publica en Árabe estándar moderno y tiene un sitio web en árabe y tenía uno en inglés. Se ha publicado diariamente desde Mayo, 2011. El periódico se ha seleccionado dos veces como propietario del sitio web más efectivo del Medio Oriente. Según se informa, Youm7 tiene el sito web más visitado de cualquier periódico egipcio.

## Historia

### Fundación
Youm7 se publicó por primera vez como periódico semanal en octubre de 2008, y se ha publicado diariamente desde el 31 de mayo de 2011. El editor Jaled Salah dijo inmediatamente después de la expansión del periódico a ser publicado diariamente que Youm7 "apoya la necesidad popular de un estado civil y va a esforzarse a presentar los hechos a los lectores sin inclinación política y con una representación creíble de puntos de vista diversos." Según el servicio de información de internet Alexa Internet, aproximadamente 59% de los visitantes al sitio de Youm7's provienen de Egipto, y comparados con los usuarios del Internet generalmente, son desproporcionadamente graduados universitarios y mujeres usando el Internet desde la casa.

### Cobertura Política
El periódico se ha dedicado a una cobertura politizada desde la Revolución egipcia, lo que ha resultado en demandas de un boicot del periódico. Los activistas de internet también han acusado el periódico de fabricar las noticias y de propagar la información errónea. El sitio inglés del periódico también fue atacado por hackers en julio de 2011, lo que resultó en el cese de funciones del sitio.